# Budynek Kordeckiego 20 w Bydgoszczy

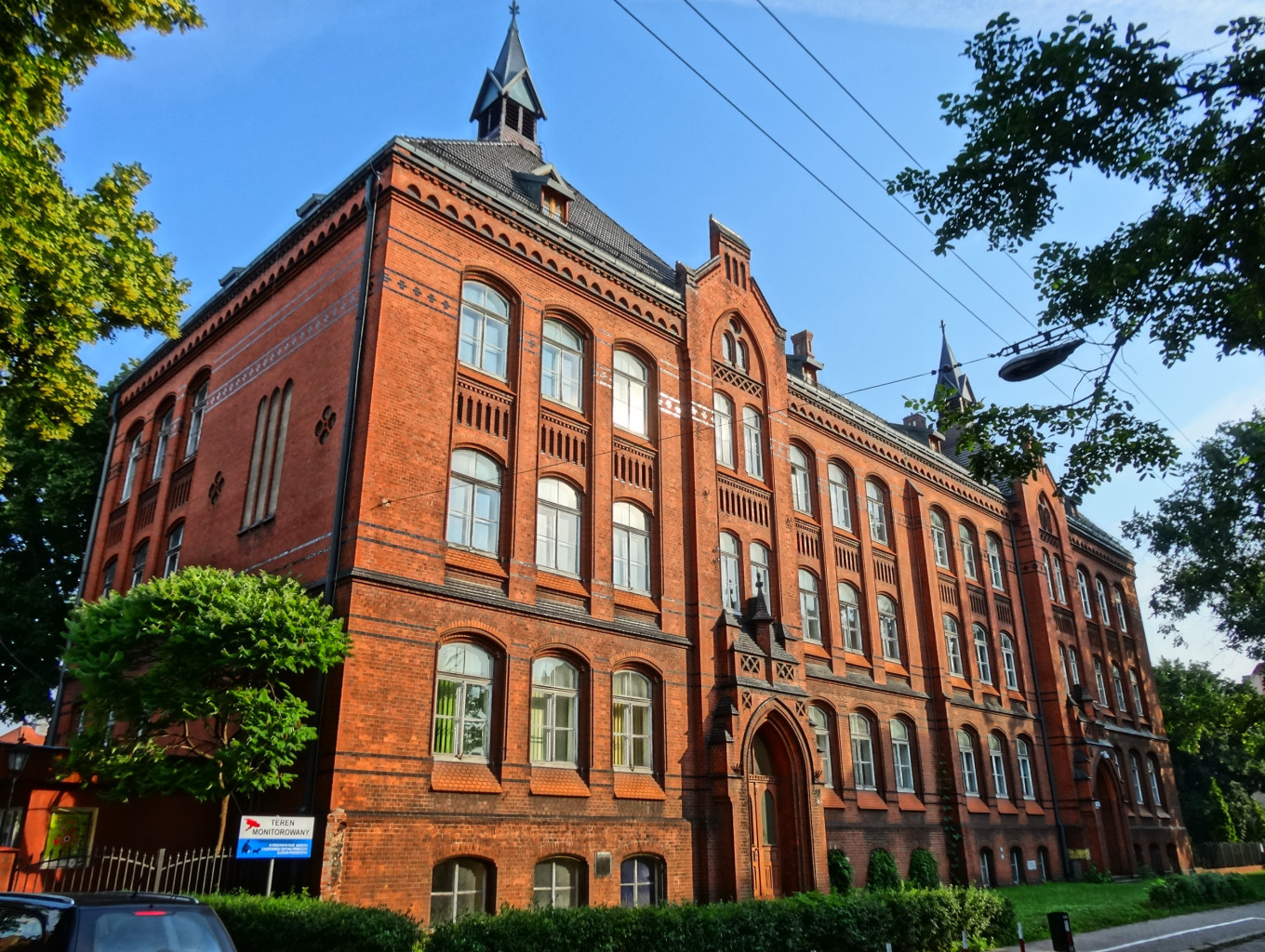
Widok całego budynku

Budynek Kordeckiego 20 w Bydgoszczy – zabytkowy budynek oświatowy w Bydgoszczy, początkowo szkoła powszechna, od 1959 do 2020 w gestii Uniwersytetu Technologiczno-Przyrodniczego im. Jana i Jędrzeja Śniadeckich.

## Położenie
Budynek znajduje się na dawnym Przedmieściu Poznańskim, na zachód od Starego Miasta w Bydgoszczy. Stoi w zachodniej pierzei ul. Kordeckiego.

## Historia

### Okres pruski
Budynek został wzniesiony w latach 1900–1902 na siedzibę Podwójnej Szkoły Ludowej zwanej „Hippelschule”. Projekt wykonał miejski radca budowlany Carl Meyer.
Zgodnie z pierwotnym założeniem nowy budynek został przeznaczony dla podwójnej szkoły ludowej (niem. Doppel Volksschule) – złożonej z dwu oddzielnych szkół, jednej dla dziewcząt i drugiej dla chłopców. Szkoły te miały charakter wielowyznaniowy, w których językiem wykładowym był niemiecki. W publicznych szkołach ludowych kształcono dzieci w wieku od 6 do 14 lat. Uczniowie zdobywali w nich wiedzę w zakresie elementarnym. Zwyczajową nazwą szkoły stało się niemieckie określenie „Hippelschule” od nazwy ulicy Theodora Gottlieba von Hippela, przy której zbudowano budynek szkolny.

### Okres międzywojenny
W okresie międzywojennym mieściła się tu podwójna 7-klasowa polska Szkoła Powszechna im. Świętej Trójcy. Od samego początku była ona podzielona na dwie samodzielne jednostki z osobnym kierownictwem, oddzielnym dla chłopców i oddzielnym dla dziewcząt. W 1925 r. w wyniku reorganizacji stała się szkołą koedukacyjną nr 10.
Szkoła miała szczególnie dobre warunki lokalowe, a nawet własną salę gimnastyczną. W 1925 r. bydgoski Inspektorat Szkolny wyznaczył szkołę do pełnienia roli szkoły wzorcowej, pretendującej do ośrodka nowatorstwa w dziedzinie pedagogiki, dydaktyki i psychologii. W związku z tym w grudniu 1925 r. przeprowadzono kapitalny remont gmachu. Wydzielono dobrze wyposażoną pracownię zajęć praktycznych dla chłopców, pracownię gospodarstwa domowego dla dziewcząt, gabinet fizykochemiczny oraz dużą salę rysunkową. Przy sali gimnastycznej zainstalowano natryski, na korytarzach szkolnych urządzono szatnie. Zarówno remont, jak i wyposażenie pracowni w sprzęt odbyło się kosztem innych bydgoskich szkół powszechnych, które musiały przeznaczyć część własnego budżetu na potrzeby szkoły wzorcowej. W zamian miały one prawo korzystania z pracowni i urządzeń szkoły Św. Trójcy.
W szkole pracował starannie dobrany zespół nauczycielski, którym kierował doświadczony pedagog – Leon Dachtera. Na posiedzeniach Rady Pedagogicznej wiele czasu poświęcano sprawom metodycznym i dydaktycznym. Nauczyciele wygłaszali referaty inspirujące dyskusje, których celem było wypracowanie jak najlepszego modelu nauczania. Od chwili rozpoczęcia działalności szkoły wzorcowej w roku szkolnym 1926/1927, przeprowadzano w niej lekcje pokazowe, a także konferencje rejonowe, w których uczestniczyli także nauczyciele spoza Bydgoszczy.

### Okres powojenny
Po 1945 roku w gmachu umieszczono Szkołę Zawodową, zaś w latach 50. XX w. stopniowo przekazano budynek rozwijającemu się w Bydgoszczy szkolnictwu wyższemu. W 1952 r. w budynku udostępniono cztery sale wykładowe dla potrzeb powołanej w 1951 r. Wieczorowej Szkoły Inżynierskiej w Bydgoszczy.
W 1954 r. na potrzeby naukowo-dydaktyczne uczelni przekazano cały budynek.
W 1959 r. władze uczelni oraz władze Bydgoszczy podjęły starania o przekształcenie uczelni w Wyższą Szkołę Inżynierską, przeznaczając na jej rzecz najpierw obszar przy ul. Kordeckiego (wówczas Olszewskiego) 18–20, a w dalszym etapie przy ul. Św. Trójcy (wówczas Świerczewskiego) i Kruszwickiej. Na tym terenie do 1962 r. wybudowano halę warsztatową, budynek audytoryjny i rozpoczęto budowę domu mieszkalnego dla potrzeb coraz liczniejszej kadry pracowników dydaktycznych, który początkowo służył także studentom Wydziału Telekomunikacji.
Miano wyższej Szkoły Inżynierskiej uczelnia uzyskała w 1964 r., zaś w 1968 r. nadano jej imię Jana i Jędrzeja Śniadeckich. W 1974 r. po połączeniu Wyższej Szkoły Inżynierskiej z bydgoskim Zamiejscowym Wydziałem Rolniczym Akademii Rolniczej w Poznaniu powstała Akademia Techniczno-Rolnicza w Bydgoszczy, zaś w budynku uzyskał swą siedzibę Wydział Mechaniczny oraz rektorat uczelni.
W połowie lat 80. XX w. rozpoczęto dyslokację katedr Wydziału Mechanicznego oraz rektoratu do nowo budowanego Ośrodka ATR w Fordonie. Proces ten zakończono w 1998 r., po zakończeniu budowy hali technologicznej, do której przeniosły się pozostałe jednostki wydziału, mieszczące się dotychczas w budynkach A, C i F, zlokalizowanych przy ul. ks. A. Kordeckiego. Opuszczone pomieszczenia zostały zajęte przez niektóre katedry Wydziału Rolniczego, a także prywatne przedszkole i szkołę. W czerwcu 2020 obiekt przejęło Wojsko Polskie.

## Architektura
Budynek został wzniesiony na rzucie wydłużonego prostokąta, ze skrzydłami w tylnej elewacji. Jest podpiwniczony, trzykondygnacyjny. Korpus nakryty jest dachem dwuspadowym, a skrzydła czterospadowymi, zwieńczone strzelistymi wieżyczkami. Elewacja frontowa posiada dwa ryzality, w których wejścia ozdobione są portalami schodkowymi, zamkniętymi łukiem ostrym. Elewacje zdobione są fryzami i gzymsami z ciemnej, glazurowanej cegły.
W sąsiedztwie znajduje się zabytkowy budynek sali gimnastycznej, zdobiony sterczynami w narożnikach i wieżyczką na kalenicy dachu.

## Galeria

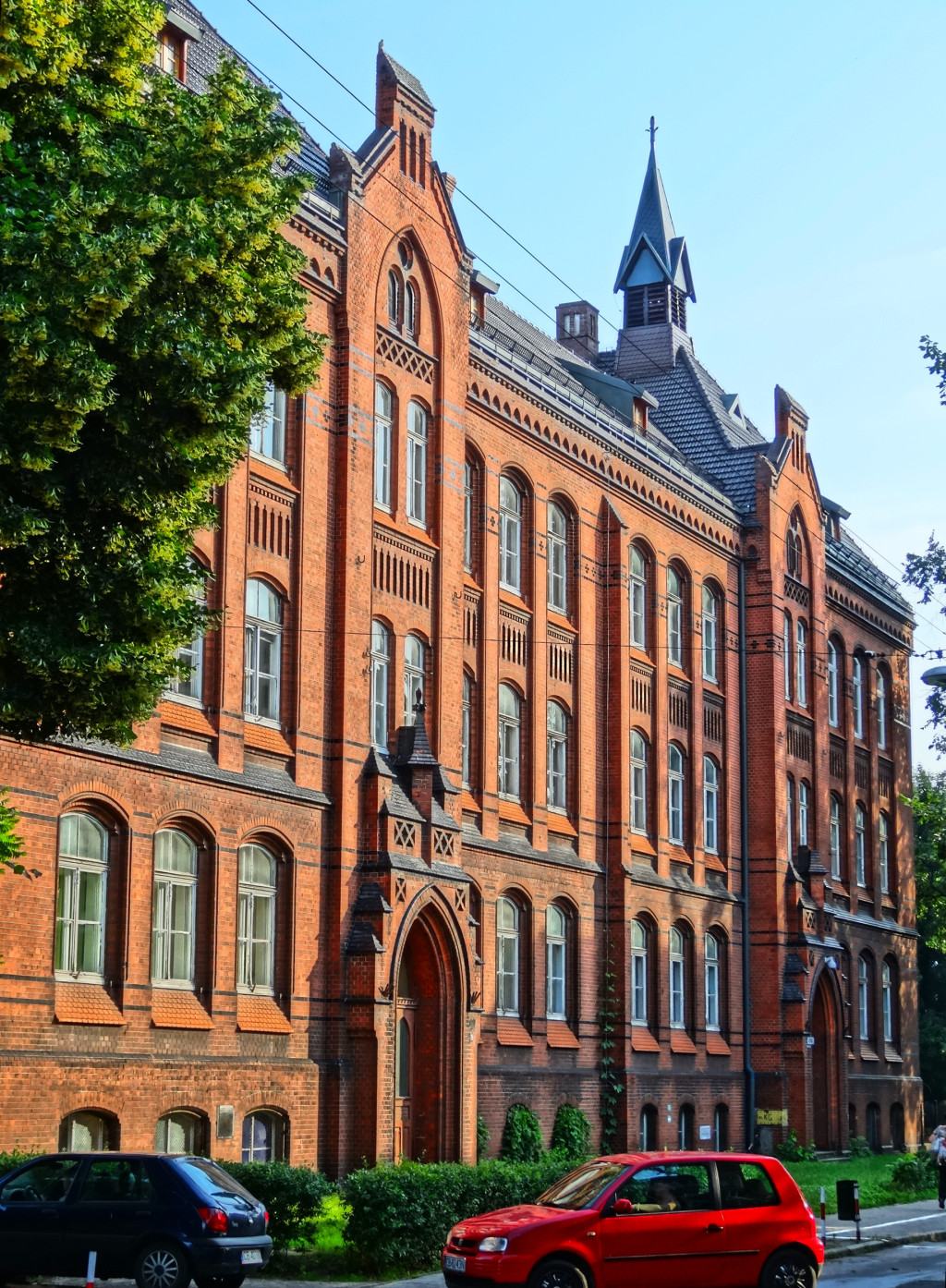
Widok od ul. Kordeckiego
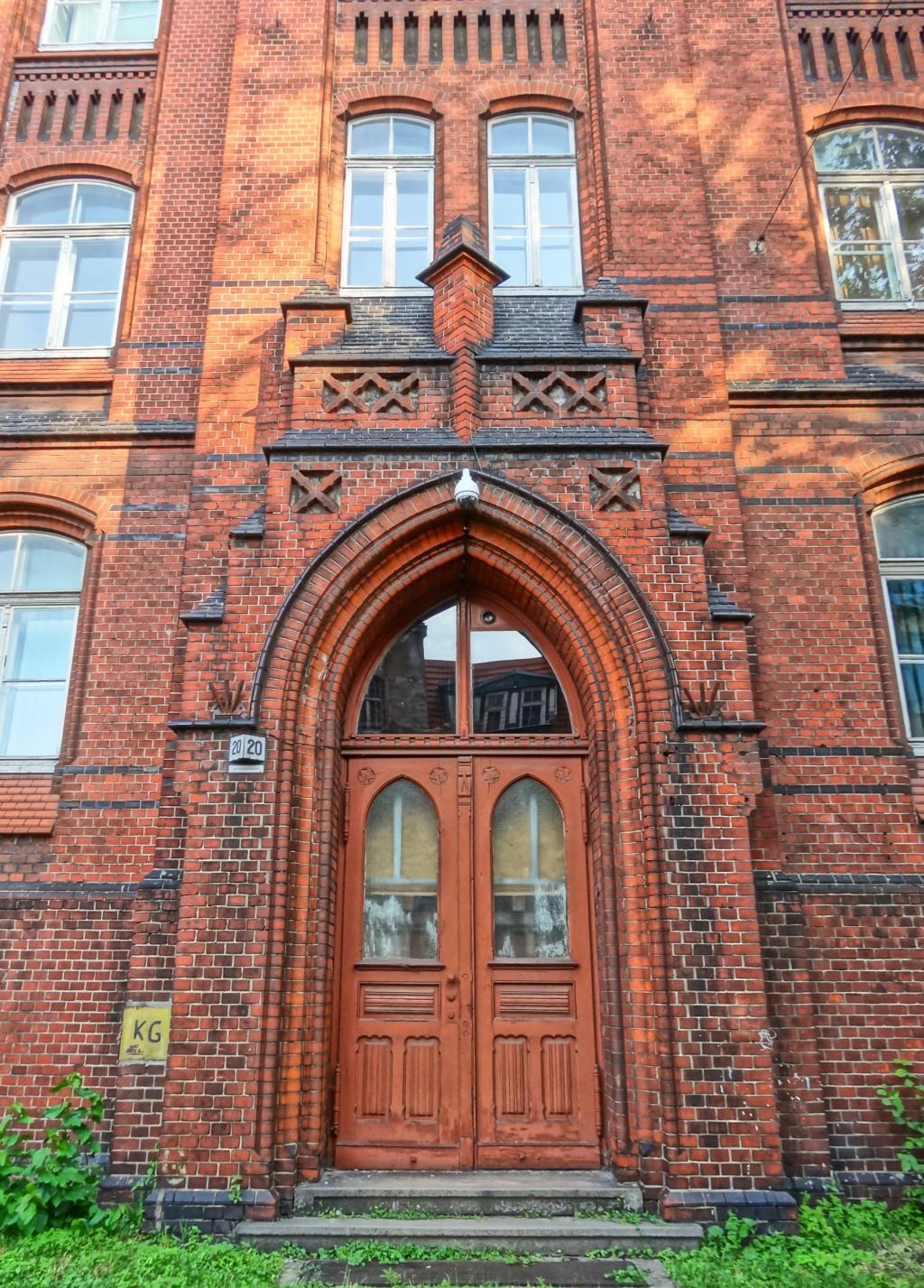
Portal
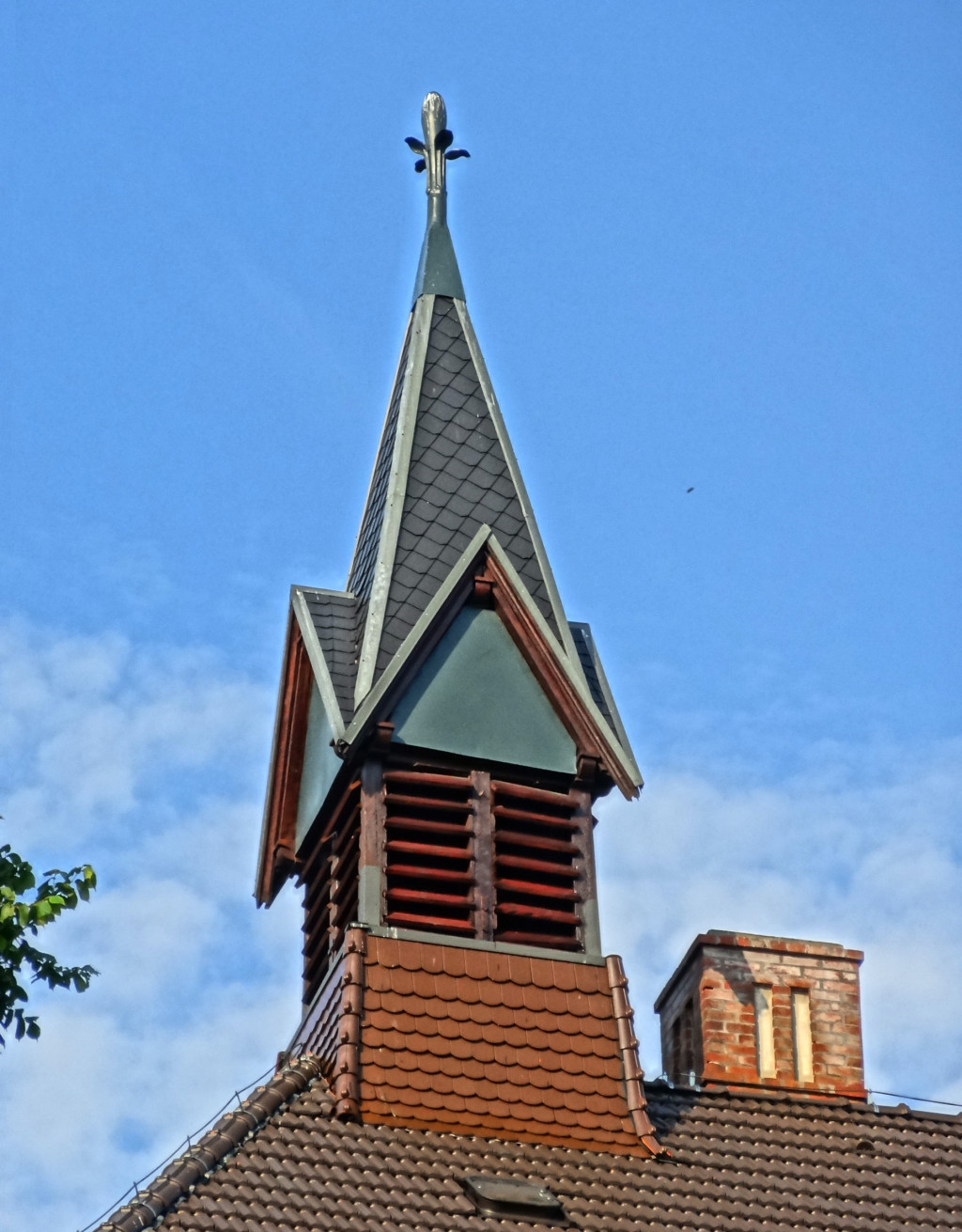
Sygnaturka